# DHB-Pokal der Frauen 2019/20
Der DHB-Pokal der Frauen 2019/20 war die 46. Austragung des wichtigsten deutschen Pokalwettbewerbs für Frauen im Handball. Der Wettbewerb startete am 31. August 2019 und wurde im März 2020 aufgrund der Coronavirus-Krise unterbrochen. Das ursprünglich für den 23./24. Mai 2020 geplante Final Four ist vorerst auf unbestimmte Zeit verschoben. Im Juli 2020 wurde der Wettbewerb offiziell abgebrochen. Titelverteidiger war der Thüringer HC.

## Teilnehmende Mannschaften
Folgende Mannschaften sind für den DHB-Pokal der Frauen der Saison 2019/20 qualifiziert:
| Bundesliga | 2. Bundesliga | 3. Liga | Oberligen | 5. Liga und tiefer |
| - SG BBM Bietigheim - Thüringer HC - TuS Metzingen - Buxtehuder SV - Bayer 04 Leverkusen - HSG Blomberg-Lippe - BVB Dortmund Handball - Frisch Auf Göppingen - HSG Bensheim/Auerbach - VfL Oldenburg - HSG Bad Wildungen Vipers - Neckarsulmer Sport-Union - SV Union Halle-Neustadt (A) - TV Nellingen (A) | - HL Buchholz 08-Rosengarten (N) - 1. FSV Mainz 05 (N) - Kurpfalz-Bären - TVB Wuppertal - SG 09 Kirchhof - VfL Waiblingen - TSV Nord Harrislee - SG H2Ku Herrenberg - HC Rödertal - TG Nürtingen - TuS Lintfort - Füchse Berlin - SV Werder Bremen - BSV Sachsen Zwickau (A) - HSG Gedern/Nidda (A) - DJK/MJC Trier (A) | Staffel Nord: - SC Alstertal-Langenhorn - HG Owschlag-Kropp-Tetenhusen - SV Grün-Weiß Schwerin Staffel Ost: - Thüringer HC II Staffel Süd: - TSG Ketsch II Staffel West: - TVE Netphen | Bayernliga: - ASV Dachau OL Hessen: - TSG Oberursel OL Niedersachsen: - Hannoverscher SC - MTV Vater Jahn Peine RL Nordrhein: - HC Gelpe/Strombach - TB Wülfrath OL Nordsee: - SG Friedrichsfehn/Petersfehn OL Ostsee-Spree: - VfV Spandau OL RPS: - TSG Friesenheim - HSG Hunsrück - HSG DJK Marpingen/SC Alsweiler OL Westfalen: - Ibbenbürener Spvg | Sachsenliga (V): - HSG Neudorf/Döbeln Sachsen-Anhalt-Liga (V): - BSG Aktivist Gräfenhainichen Südbaden-Liga (V): - BSV Phönix Sinzheim Württemberg-Liga Süd (V): - HSG Leinfelden-Echterdingen |

Die aufgeführten Ligazugehörigkeiten entsprechen denen der vorangegangenen Saison 2018/19.

## Hauptrunden

### Erste Runde
Die erste Runde wurde Ende Juni 2019 von Anna Loerper ausgelost und am 31. August resp. 1. September 2019 ausgespielt.
| Datum             | Uhrzeit   | Heimmannschaft                 |   | Gastmannschaft               | Ergebnis      |
| ----------------- | --------- | ------------------------------ | - | ---------------------------- | ------------- |
| Losgruppe Nord:   |           |                                |   |                              |               |
| 31. August 2019   | 17:00 Uhr | Ibbenbürener Spvg              | – | TSV Nord Harrislee           | 20:43 (11:18) |
| 31. August 2019   | 17:00 Uhr | MTV Vater Jahn Peine           | – | HG Owschlag-Kropp-Tetenhusen | 24:33 (13:18) |
| 1. September 2019 | 16:00 Uhr | SV Grün-Weiß Schwerin          | – | HL Buchholz 08-Rosengarten   | 13:41 (4:21)  |
| 1. September 2019 | 16:30 Uhr | Hannoverscher SC               | – | SC Alstertal-Langenhorn      | 25:30 (17:16) |
| 1. September 2019 | 16:30 Uhr | SG Friedrichsfehn/Petersfehn   | – | SV Werder Bremen             | 15:35 (6:14)  |
| Losgruppe Ost:    |           |                                |   |                              |               |
| 31. August 2019   | 17:00 Uhr | Thüringer HC II                | – | SV Union Halle-Neustadt      | 21:35 (10:19) |
| 31. August 2019   | 19:30 Uhr | Füchse Berlin                  | – | BSV Sachsen Zwickau          | 26:30 (13:18) |
| 1. September 2019 | 16:00 Uhr | BSG Aktivist Gräfenhainichen   | – | HC Rödertal                  | 15:51 (5:25)  |
| 1. September 2019 | 17:00 Uhr | HSG Neudorf/Döbeln             | – | VfV Spandau                  | 19:16 (9:7)   |
| Losgruppe West:   |           |                                |   |                              |               |
| 31. August 2019   | 18:00 Uhr | TB Wülfrath                    | – | HSG Gedern/Nidda             | 21:34 (11:17) |
| 31. August 2019   | 19:30 Uhr | HC Gelpe/Strombach             | – | TVE Netphen                  | 14:17 (7:7)   |
| 31. August 2019   | 19:30 Uhr | HSG Hunsrück                   | – | 1. FSV Mainz 05              | 18:28 (12:12) |
| 1. September 2019 | 15:30 Uhr | SG 09 Kirchhof                 | – | TVB Wuppertal                | 32:28 (16:13) |
|                   |           | Freilos: TuS Lintfort          |   |                              |               |
| Losgruppe Süd:    |           |                                |   |                              |               |
| 31. August 2019   | 15:00 Uhr | TSG Friesenheim                | – | TG Nürtingen                 | 22:36 (11:17) |
| 31. August 2019   | 18:00 Uhr | TSG Ketsch II                  | – | VfL Waiblingen               | 19:28 (11:14) |
| 31. August 2019   | 18:00 Uhr | HSG Leinfelden-Echterdingen    | – | Kurpfalz-Bären               | 18:45 (10:23) |
| 31. August 2019   | 19:30 Uhr | SG H2Ku Herrenberg             | – | Neckarsulmer Sport-Union     | 25:35 (12:15) |
| 1. September 2019 | 16:00 Uhr | HSG DJK Marpingen/SC Alsweiler | – | ASV Dachau                   | 26:24 (14:11) |
| 1. September 2019 | 16:00 Uhr | TSG Oberursel                  | – | TV Nellingen                 | 24:22 (12:8)  |
|                   |           | Freilos: BSV Phönix Sinzheim   |   |                              |               |

Die Gewinner der einzelnen Partien zogen in die zweite Runde ein.

### Zweite Runde
Die elf bestplatzierten Mannschaften der Bundesliga-Saison 2018/19 stiegen in der zweiten Runde in den Wettbewerb ein. Mark Schober, Vorstandsvorsitzender des DHB, zog am 2. September 2019 die Lose für die Begegnungen der zweiten Runde, die zwischen dem 2. und 6. Oktober 2019 ausgespielt wurden.
| Datum           | Uhrzeit   | Heimmannschaft               |   | Gastmannschaft                 | Ergebnis                          |
| --------------- | --------- | ---------------------------- | - | ------------------------------ | --------------------------------- |
| Losgruppe 1:    |           |                              |   |                                |                                   |
| 3. Oktober 2019 | 16:00 Uhr | HL Buchholz 08-Rosengarten   | – | Thüringer HC                   | 27:32 (18:17)                     |
| 5. Oktober 2019 | 18:00 Uhr | SV Werder Bremen             | – | BVB Dortmund Handball          | 23:38 (13:19)                     |
| 5. Oktober 2019 | 18:00 Uhr | HG Owschlag-Kropp-Tetenhusen | – | Buxtehuder SV                  | 18:37 (8:20)                      |
| 5. Oktober 2019 | 19:00 Uhr | HSG Bad Wildungen Vipers     | – | Bayer 04 Leverkusen            | 21:25 (12:11)                     |
| 6. Oktober 2019 | 15:00 Uhr | TSV Nord Harrislee           | – | VfL Oldenburg                  | 33:31 (16:17)                     |
| 6. Oktober 2019 | 15:00 Uhr | SC Alstertal-Langenhorn      | – | SV Union Halle-Neustadt        | 25:27 (13:13)                     |
| 6. Oktober 2019 | 16:00 Uhr | TuS Lintfort                 | – | HSG Blomberg-Lippe             | 19:32 (10:16)                     |
| 6. Oktober 2019 | 17:00 Uhr | TVE Netphen                  | – | SG 09 Kirchhof                 | 18:22 (12:16)                     |
| Losgruppe 2:    |           |                              |   |                                |                                   |
| 2. Oktober 2019 | 19:30 Uhr | 1. FSV Mainz 05              | – | SG BBM Bietigheim              | 20:35 (8:17)                      |
| 5. Oktober 2019 | 17:00 Uhr | BSV Sachsen Zwickau          | – | Neckarsulmer Sport-Union       | 39:45 n.2V. (35:35, 31:31, 13:16) |
| 5. Oktober 2019 | 17:30 Uhr | HC Rödertal                  | – | Frisch Auf Göppingen           | 23:36 (12:20)                     |
| 5. Oktober 2019 | 18:00 Uhr | HSG Neudorf/Döbeln           | – | TuS Metzingen                  | 7:53 (3:26)                       |
| 5. Oktober 2019 | 20:00 Uhr | Kurpfalz Bären               | – | HSG Gedern/Nidda               | 26:25 (11:12)                     |
| 6. Oktober 2019 | 16:00 Uhr | TSG Oberursel                | – | HSG Bensheim/Auerbach          | 11:43 (4:22)                      |
| 6. Oktober 2019 | 16:00 Uhr | VfL Waiblingen               | – | TG Nürtingen                   | 29:21 (11:12)                     |
| 6. Oktober 2019 | 16:00 Uhr | BSV Phönix Sinzheim          | – | HSG DJK Marpingen/SC Alsweiler | 21:30 (5:14)                      |

Die Sieger der einzelnen Partien qualifizierten sich für das Achtelfinale.

### Achtelfinale
Im Anschluss an die Bundesligapartie zwischen der HSG Blomberg-Lippe und Bayer 04 Leverkusen wurden am 9. Oktober 2019 die Achtelfinalbegegnungen ausgelost. Die Lose zog die ehemalige Nationalspielerin Franziska Müller, die ihre Karriere in Blomberg beendete. Ausgespielt wurde das Achtelfinale zwischen dem 30. Oktober und 3. November 2019 und brachte folgende Ergebnisse:
| Datum            | Uhrzeit   | Heimmannschaft                 |   | Gastmannschaft           | Ergebnis      |
| ---------------- | --------- | ------------------------------ | - | ------------------------ | ------------- |
| 30. Oktober 2019 | 19:00 Uhr | SG 09 Kirchhof                 | – | SG BBM Bietigheim        | 15:41 (4:23)  |
| 1. November 2019 | 19:30 Uhr | Borussia Dortmund              | – | Bayer 04 Leverkusen      | 26:24 (14:10) |
| 2. November 2019 | 16:00 Uhr | Buxtehuder SV                  | – | TuS Metzingen            | 19:26 (6:14)  |
| 2. November 2019 | 16:30 Uhr | HSG Blomberg-Lippe             | – | Thüringer HC             | 22:30 (8:17)  |
| 2. November 2019 | 18:00 Uhr | Kurpfalz Bären                 | – | Neckarsulmer Sport-Union | 26:27 (16:14) |
| 2. November 2019 | 19:00 Uhr | SV Union Halle-Neustadt        | – | HSG Bensheim/Auerbach    | 21:31 (11:14) |
| 2. November 2019 | 20:00 Uhr | TSV Nord Harrislee             | – | VfL Waiblingen           | 29:25 (14:12) |
| 3. November 2019 | 16:00 Uhr | HSG DJK Marpingen/SC Alsweiler | – | Frisch Auf Göppingen     | 22:38 (11:18) |

Die Sieger der einzelnen Partien qualifizierten sich für das Viertelfinale.

### Viertelfinale
Die ursprünglich für den 10. November in Buxtehude geplante Auslosung der Viertelfinal-Paarungen erfolgte „aus organisatorischen Gründen“ bereits am 9. November 2019 in der Weststadthalle in Bensheim im Anschluss an die Bundesliga-Begegnung zwischen der HSG Bensheim/Auerbach und Bayer 04 Leverkusen. Ausgetragen wurde das Viertelfinale zwischen dem 8. und 12. Januar 2020 – die Sieger qualifizierten sich für das Final Four.
| Datum           | Uhrzeit   | Heimmannschaft           |   | Gastmannschaft        | Ergebnis      |
| --------------- | --------- | ------------------------ | - | --------------------- | ------------- |
| 8. Januar 2020  | 19:30 Uhr | Borussia Dortmund        | – | SG BBM Bietigheim     | 29:27 (16:15) |
| 8. Januar 2020  | 20:00 Uhr | TSV Nord Harrislee       | – | Thüringer HC          | 26:34 (14:15) |
| 10. Januar 2020 | 20:00 Uhr | TuS Metzingen            | – | HSG Bensheim/Auerbach | 32:27 (18:15) |
| 12. Januar 2020 | 18:00 Uhr | Neckarsulmer Sport-Union | – | Frisch Auf Göppingen  | 26:27 (14:14) |

## Final Four
Das Final-Four-Turnier sollte am 23. und 24. Mai 2020 unter der Bezeichnung „OLYMP Final4“ in der Stuttgarter Porsche-Arena stattfinden, nach einer Verschiebung wurde das Turnier abgesagt.

### Halbfinale
Am 25. Januar 2020 wurden im Anschluss an die Bundesligapartie zwischen TuS Metzingen und dem Buxtehuder SV die beiden Halbfinalbegegnungen des Final Four ausgelost. Die Lose zog die ehemalige Nationalspielerin Marielle Bohm, die 2003 mit den Trierer „Miezen“ den Gewinn der Deutschen Meisterschaft feierte.
| Datum        | Uhrzeit   | Heimmannschaft       |   | Gastmannschaft    | Ergebnis  |
| ------------ | --------- | -------------------- | - | ----------------- | --------- |
| 23. Mai 2020 | 15:00 Uhr | TuS Metzingen        | – | Thüringer HC      | 0:0 (0:0) |
| 23. Mai 2020 | 17:30 Uhr | Frisch Auf Göppingen | – | Borussia Dortmund | 0:0 (0:0) |

### Spiel um Platz 3
| Datum, Uhrzeit          | Heimmannschaft |   | Gastmannschaft | Ergebnis  |
| ----------------------- | -------------- | - | -------------- | --------- |
| 24. Mai 2020, 12:30 Uhr | Verlierer HF1  | – | Verlierer HF2  | 0:0 (0:0) |

### Finale
| Datum, Uhrzeit          | Heimmannschaft |   | Gastmannschaft | Ergebnis  |
| ----------------------- | -------------- | - | -------------- | --------- |
| 24. Mai 2020, 15:00 Uhr | Sieger HF1     | – | Sieger HF2     | 0:0 (0:0) |